# Luís Guimarães Filho
Luís Guimarães Filho (Rio de Janeiro, 30 de outubro de 1878 — Petrópolis, 19 de abril de 1940) foi um diplomata, poeta e cronista brasileiro, membro da Academia Brasileira de Letras. Foi, também, membro da Academia das Ciências de Lisboa, da Real Academia Espanhola e de várias associações culturais brasileiras e portuguesas.

## Biografia
Filho de Luís Guimarães Júnior, poeta lírico que também foi diplomata e ministro do Brasil em Lisboa e fundador da Cadeira n.º 31 da ABL, e de Cecília Canongia Guimarães, falecida ainda jovem, o menino Luís foi entregue, juntamente com suas duas irmãs e o irmão, aos cuidados da avó materna, que residia em Portugal, enquanto o pai continuava a vida diplomática. Estudou na Universidade de Coimbra, onde recebeu o grau de bacharel em filosofia em 1895.
Seguindo o exemplo do pai, ingressou na carreira diplomática. Em setembro de 1901, foi nomeado secretário do Congresso Pan-Americano do México. Em 1902 foi nomeado, por concurso, segundo secretário de legação em Buenos Aires e  em Montevidéu, Tóquio e Pequim. Foi conselheiro de legação em Havana e Berna. Promovido a embaixador, ocupou o posto em Madri e na Cidade do Vaticano.

## Trabalhos
Colaborou na imprensa, sobretudo na Gazeta de Notícias, no Correio da Manhã e na revista Branco e Negro  (1896-1898).  Desde o primeiro livro de poesias, Versos Íntimos (1894), revelou-se um lírico, de expressão simbolista, até chegar a Pedras Preciosas (1906), considerada a sua principal obra como poeta, traduzida para o italiano em 1923, com o título Pietre Preziose. Seu livro de crônicas Samurais e Mandarins, publicado em 1912, obteve grande êxito literário.
Sua última obra foi o ensaio biográfico Fra Angélico, em que reconstituiu a vida do grande artista da Renascença e a sua época histórica. Era conhecido pela forte religiosidade, manifestada em muitas poesias e no estudo sobre Santa Teresinha, escrito para o Correio da Manhã e depois incluído no livro de viagens Hollanda.

## Obras
- Versos íntimos (1894)
- Livro de minha alma, poesia (1895)
- Ídolos chineses, poesia (1897)
- Ave-Maria, poesia (1900)
- Uma página do Qua vadis, poesia (1901)
- Pedras preciosas, poesia (1906)
- Samurais e mandarins, crônicas (1912)
- Cantos de luz, poesia (1919)
- Hollanda, impressões e viagens (1928)
- Fra Angélico, ensaio biográfico (1938)

## Excertos
Soneto Romântico
Pousa os olhos nos meus... deixa voar
Os nossos sonhos que outro sonho enlaça...
Eu quero ler a imaculada graça
Dos juramentos que tu tens no olhar!
Escuta as dores do profundo mar!
Vê como sofre o vento quando passa!
E como é triste a cândida desgraça
Que existe na eloquência do luar!
E enquanto os outros vivem padecendo,
No mundo vil, - no mundo atroz e horrendo -
Nós dois, como os amantes da balada,
Vamos sofrer de novo as amarguras
E repetir as imortais loucuras
Do nosso amor, ó companheira amada! 

## Academia Brasileira de Letras
Foi eleito em 17 de maio de 1917 para a cadeira 24, na sucessão de Garcia Redondo, sendo recebido em 19 de julho de 1917 pelo acadêmico Paulo Barreto, mais conhecido como João do Rio.